# Ajo laba

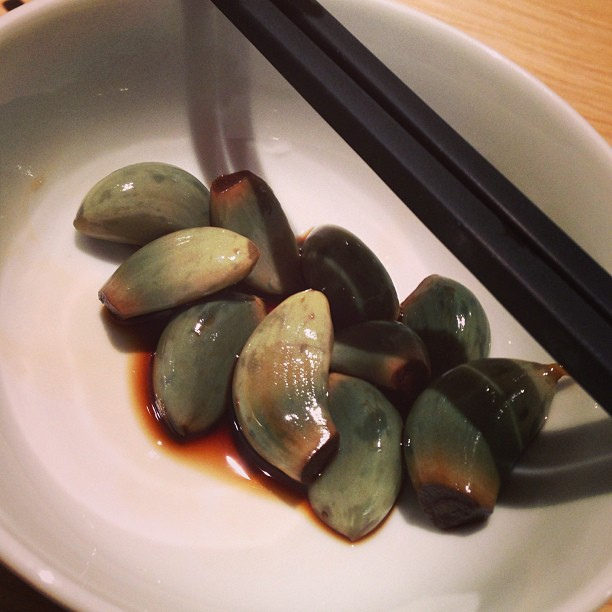
Ajo laba

El ajo laba es un ajo conservado en vinagre-originario de China. Posee un refinado tono verde esmeralda y su sabor es ácido y ligeramente picante. Debido a que generalmente se prepara en el octavo día del duodécimo mes del calendario lunar chino, el festival de Laba, se le llamó ajo de Laba. En general, el ajo verde y avinagrado se llama ajo Laba.
Se denomina vinagre Laba al vinagre usado para preparar el ajo laba. La costumbre de preparar el ajo laba es propia del norte de China. El ajo laba y el vinagre con dumplings son platillos tradicionales del festejo del Año Nuevo Chino. El ajo laba solo también es un platillo típico del Año Nuevo Chino.

## Tradición cultural
Se desconoce la historia específica del ajo de laba. Un dicho popular es que "ajo" y "contar" son homónimos en chino. Los comerciantes suelen contabilizar sus ingresos y gastos financieros del año el 8 de diciembre lunar, y los acreedores también cobran deudas ese día. Debido a que este día es cercano al tradicional Festival de Primavera de China, las empresas cobran deudas de manera directa en los hogares de las personas. Así que el regalo de vinagre de ajo en escabeche indicaba el cobro de deudas.

## Preparación
Se pela y lava el ajo. Se coloca el ajo y vinagre en un recipiente, a lo que se agrega azúcar y sal según las preferencias personales y luego se cierra el recipiente. El recipiente es almacenado en un ambiente de baja temperatura. El tiempo de almacenamiento es de unos 20 días, hasta que el ajo y el vinagre toman un tono verde claro.
En algunas áreas y familias, existe un método para hacer ajo laba "ortodoxo", usando una variedad de ajo morado y vinagre de arroz el octavo día de diciembre lunar.